# Grigorij Abramow
Grigorij Grigorjewicz Abramow (ros. Григорий Григорьевич Абрамов, ur. 1918, zm. ?) – radziecki inżynier i działacz partyjny.

## Życiorys
Od 1937 pracował na stanowiskach inżynieryjno-technicznych w przemyśle .
W 1941 ukończył Instytut Mechaniczno-Inżynieryjny im. Baumana, w latach 1941-1947 inżynier konstruktor i starszy inżynier konstruktor zakładów inżynieryjnych. Od 1945 członek WKP(b).
Od 1947 pracował w aparacie partyjnym obwodu moskiewskiego, był kolejno II sekretarzem Komitetu Miejskiego WKP(b) w Mytiszczi i I sekretarzem Komitetu Miejskiego KPZR w Szczołkowie. Od 1955 do 1959 kierownik wydziału Komitetu Obwodowego KPZR w Moskwie, od 8 kwietnia 1959 II sekretarz, a od 6 lipca 1960 do stycznia 1963 I sekretarz Moskiewskiego Komitetu Obwodowego KPZR, od 31 października 1961 do 29 marca 1966 członek KC KPZR i członek Biura KC KPZR ds. RFSRR. Od stycznia 1963 inspektor KC KPZR, do października 1965 I zastępca przewodniczącego Sownarchozu Centralnego Rejonu Administracyjnego, następnie wiceminister przemysłu chemicznego i naftowego ZSRR. Deputowany do Rady Najwyższej ZSRR 6 kadencji, w latach 1962-1966 członek Prezydium Rady Najwyższej ZSRR.